# Peso superpesado
Peso superpesado es una categoría competitiva del boxeo y otros deportes de combate, que agrupa a competidores de peso considerable. No existe en el boxeo profesional. En el boxeo amateur (varones mayores) la categoría abarca a los boxeadores que pesan más de 91+ kilos (201+ lb), sin límite de peso; para las mujeres la categoría tiene un peso de 80 kilos (176 lb) y tampoco tiene límite de peso máximo.
En el boxeo amateur la categoría inmediata anterior es el peso pesado y se trata de la categoría de peso máximo.

## Historia
Fue introducida en los Juegos Olímpicos de Los Ángeles 1984, debido al incremento del peso de los boxeadores a lo largo del siglo XX, que estableció diferencias significativas entre los competidores.

## Mujeres y cadetes
En el boxeo profesional no existen diferencias entre varones y mujeres, en lo relativo a los límites entre las categorías, con la aclaración que entre las mujeres no existe la categoría de peso superpesado y por lo tanto la categoría máxima es peso pesado.
En el boxeo amateur sí existen diferencias en los límites de las categorías, entre los varones mayores (adultos y juniors), con respecto a las mujeres y los cadetes (menores de edad). En el caso del boxeo femenino de la categoría ligero es la siguiente:
- Límite inferior: 81 kilos.
- Límite superior: No hay.

## Campeones amateurs

### Campeones olímpicos
- Juegos Olímpicos de 1984 –  Tyrell Biggs (USA)
- Juegos Olímpicos de 1988 –  Lennox Lewis (CAN)
- Juegos Olímpicos de 1992 –  Roberto Balado (CUB)
- Juegos Olímpicos de 1996 –  Wladimir Klitschko (UKR)
- Juegos Olímpicos de 2000 –  Audley Harrison (GBR)
- Juegos Olímpicos de 2004 –  Alexander Povetkin (RUS)
- Juegos Olímpicos de 2008 –  Roberto Cammarelle (ITA)
- Juegos Olímpicos de 2012 –  Anthony Joshua (GBR)
- Juegos Olímpicos de 2016 –  Tony Yoka (FRA)